# Fabrizio Di Bella
Fabrizio Di Bella, född 2 mars 1988 i Rom, är en Italiensk fotbollsspelare som spelar för Vigor Lamezia.

## Karriär
Fabrizio Di Bella inledde karriären i Lazios ungdomsverksamhet. Efter att ha misslyckats med att spela till sig en plats i a-truppen fortsatte Di Bellas karriär i en rad småklubbar innan han 2007 hamnade i Potenza i Lega Pro Prima Divisione. Di Bella imponerade under sina två år i klubben och värvades sommaren 2009 till Serie A-klubben Livorno. Di Bella lyckades dock inte ta plats i truppen för den kommande säsong utan lånades ut. 2010-2011 spelade Livorno i Serie B och Di Bella agerade reserv och gjorde totalt fem framträdanden. 
Sommaren 2011 lånades han åter ut, denna gång till Piacenza i Lega Pro Prima Divisione.
Efter att ha spelat försäsongen 2012 med Livorno och även hoppat in i Coppa Italia-matchen mot Perugia lånades Di Bella ut till Lega Pro-klubben Barletta.